# Чабарівка (річка)
Чабарівка — річка в Україні, у Чортківському районі Тернопільської області, ліва притока Суходололу (басейн Дністра).

## Опис
Довжина річки приблизно 8  км. Висота витоку над рівнем моря — 282 м, висота гирла — 248 м, падіння річки —34 м, похил річки — 4,25 м/км. Формується з багатьох безіменних струмків та 1 водойми.

## Розташування
Бере початок північний схід від села Васильківців. Тече переважно на південний схід через село Чабарівку і у селі Суходіл впадає у річку Суходіл, ліву притоку Слобідки.